# Polygala cuspidata
Polygala cuspidata är en jungfrulinsväxtart som beskrevs av Dc.. Polygala cuspidata ingår i släktet jungfrulinssläktet, och familjen jungfrulinsväxter. Utöver nominatformen finns också underarten P. c. comata.